# テスコボーイ
テスコボーイ (英: Tesco Boy) とはイギリスの競走馬である。競走馬としてはそれなりの成績しか残せなかったが、種牡馬として日本に輸出されてからは大きく成功した。馬名の「テスコ」は馬主であるジャック・コーエンが創業したスーパーマーケットチェーンに因む。

## 概要
現役時代はイギリスで走り、大レースは繰り上がりでアスコット競馬場のクイーンアンステークスを優勝したのみ。ほかにローズオブヨークステークス、ヴァラエティクラブステークス、クイーンエリザベス2世ステークス3着、チャンピオンステークス3着など11戦5勝の成績を残し、総額で6,841ポンドの賞金を得ている。1967年に引退しアイルランドで種牡馬となり、さらに同年12月に日高軽種馬農業協同組合門別種馬場により日本に輸入された。
日本では初年度産駒からランドプリンス（皐月賞）を出すなど成功、のちにはキタノカチドキ（皐月賞、菊花賞）、テスコガビー（桜花賞、優駿牝馬）、トウショウボーイ（皐月賞、有馬記念）、サクラユタカオー（天皇賞（秋））らを送り出し1974年と1975年、1978年と1979年にそれぞれ日本リーディングサイアーになっている。軽種馬農協所有のため種付け料が安価で産駒も高く売れたため、産駒のトウショウボーイと同じく「お助けボーイ」と呼ばれることもあった。
前述のサクラユタカオーの仔であるサクラバクシンオーとエアジハード、サクラバクシンオーの産駒であるショウナンカンプ、グランプリボスなどによってテスコボーイのサイアーラインは21世紀の現在も「テスコボーイ系」として受け継がれている。

## 競走成績
- 1966年（11戦5勝）
  - クイーンアンステークス、ウッドディットンステークス、ローズオブヨークステークス、テューダーステークス、ヴァライエティクラブステークス

## おもな産駒
※太字は八大競走
- ランドプリンス（皐月賞）
- キタノカチドキ（皐月賞、菊花賞、阪神3歳ステークス、スプリングステークス、神戸新聞杯、京都新聞杯、マイラーズカップ、デイリー杯3歳ステークス、きさらぎ賞）
  - 1973年度最優秀3歳牡馬
  - 1974年度代表馬・最優秀4歳牡馬
- ライジン（阪神3歳ステークス）
  - 1974年度最優秀3歳牡馬
- テスコガビー（桜花賞、優駿牝馬、阪神四歳牝馬特別、京成杯三歳ステークス、京成杯）
  - 1974年度最優秀3歳牝馬
  - 1975年度最優秀4歳牝馬
- トウショウボーイ（皐月賞、有馬記念、宝塚記念、神戸新聞杯、京都新聞杯、高松宮杯）
  - 1976年度代表馬・最優秀4歳牡馬
  - 顕彰馬
- ホクトボーイ（天皇賞（秋）、阪神大賞典、京都記念（秋）、スワンステークス、朝日チャレンジカップ）
- インターグシケン（菊花賞、NHK杯、きさらぎ賞、金杯（西））
- オヤマテスコ（桜花賞）
- ホースメンテスコ（桜花賞）
- リンドタイヨー（朝日杯3歳ステークス、東京4歳ステークス）
  - 1979年度最優秀3歳牡馬
- アグネステスコ（エリザベス女王杯、神戸新聞杯）
  - 1981年度最優秀4歳牝馬
- ハギノカムイオー（宝塚記念、高松宮杯、スプリングステークス、神戸新聞杯、京都新聞杯、スワンステークス）
- スリーファイヤー（金鯱賞、阪急杯、北九州記念、中日新聞杯）
- サクラユタカオー（天皇賞（秋）、大阪杯、毎日王冠、共同通信杯4歳ステークス）
  - 1986年度最優秀5歳以上牡馬
- ポットテスコレディ（スワンステークス、阪神牝馬特別、京都牝馬特別）
- ウエスタンダッシュ（京成杯、金杯（東））
- タニノテスコ（京阪杯、阪神牝馬特別）
- マリージョーイ（金鯱賞、CBC賞）
- スーパーハニイ（プリンセスエリザベスステークス（英GIII））

そのほか、直系子孫についてはテスコボーイ系参照。

### ブルードメアサイアーとしてのおもな産駒
- バンブーアトラス 父ジムフレンチ（東京優駿）
  - 1982年度最優秀4歳牡馬
- ゴールドシチー 父ヴァイスリーガル（阪神3歳ステークス）
  - 1986年度最優秀3歳牡馬
- クシロキング 父ダイアトム（天皇賞（春）、中山記念、金杯（東））
- アイネスフウジン 父シーホーク（東京優駿、朝日杯3歳ステークス、共同通信杯4歳ステークス）
  - 1989年度最優秀3歳牡馬
  - 1990年度最優秀4歳牡馬
- イソノルーブル 父ラシアンルーブル（優駿牝馬）
- ネーハイシーザー 父サクラトウコウ（天皇賞（秋）、大阪杯、毎日王冠、京阪杯）
  - 1994年度最優秀父内国産馬
- トロットサンダー 父ダイナコスモス（マイルチャンピオンシップ、安田記念、東京新聞杯）
- エリモシック 父ダンシングブレーヴ（エリザベス女王杯）
- ダイタクヤマト 父ダイタクヘリオス（スプリンターズステークス、スワンステークス、阪急杯）
  - 2000年度最優秀短距離馬

## 血統表
| テスコボーイ (Tesco Boy)の血統（プリンスリーギフト系 / Gainsborough 3×5=15.63%、Pharos・Fairway 4×4=12.50%、Blandford 5×4=9.38%） | テスコボーイ (Tesco Boy)の血統（プリンスリーギフト系 / Gainsborough 3×5=15.63%、Pharos・Fairway 4×4=12.50%、Blandford 5×4=9.38%） | テスコボーイ (Tesco Boy)の血統（プリンスリーギフト系 / Gainsborough 3×5=15.63%、Pharos・Fairway 4×4=12.50%、Blandford 5×4=9.38%） | （血統表の出典） | （血統表の出典） |
| 父 Princely Gift 1951 鹿毛 イギリス                                                                                               | 父の父Nasrullah 1940 鹿毛 | Nearco | Pharos           | Pharos           |
| 父 Princely Gift 1951 鹿毛 イギリス                                                                                               | 父の父Nasrullah 1940 鹿毛 | Nearco | Nogara           |                  |
| 父 Princely Gift 1951 鹿毛 イギリス                                                                                               | 父の父Nasrullah 1940 鹿毛 | Mumtaz Begum | Blenheim         | Blenheim         |
| 父 Princely Gift 1951 鹿毛 イギリス                                                                                               | 父の父Nasrullah 1940 鹿毛 | Mumtaz Begum | Mumtaz Mahal     |                  |
| 父 Princely Gift 1951 鹿毛 イギリス                                                                                               | 父の母Blue Gem 1943 鹿毛 | Blue Peter | Fairway          | Fairway          |
| 父 Princely Gift 1951 鹿毛 イギリス                                                                                               | 父の母Blue Gem 1943 鹿毛 | Blue Peter | Fancy Free       |                  |
| 父 Princely Gift 1951 鹿毛 イギリス                                                                                               | 父の母Blue Gem 1943 鹿毛 | Sparkle | Blandford        | Blandford        |
| 父 Princely Gift 1951 鹿毛 イギリス                                                                                               | 父の母Blue Gem 1943 鹿毛 | Sparkle | Gleam            |                  |
| 母 Suncourt 1952 黒鹿毛 アメリカ                                                                                                  | 母の父Hyperion 1930 栗毛 | Gainsborough | Bayardo          | Bayardo          |
| 母 Suncourt 1952 黒鹿毛 アメリカ                                                                                                  | 母の父Hyperion 1930 栗毛 | Gainsborough | Rosedrop         |                  |
| 母 Suncourt 1952 黒鹿毛 アメリカ                                                                                                  | 母の父Hyperion 1930 栗毛 | Selene | Chaucer          | Chaucer          |
| 母 Suncourt 1952 黒鹿毛 アメリカ                                                                                                  | 母の父Hyperion 1930 栗毛 | Selene | Serenissima      |                  |
| 母 Suncourt 1952 黒鹿毛 アメリカ                                                                                                  | 母の母Inquisition 1936 黒鹿毛 | Dastur | Solario          | Solario          |
| 母 Suncourt 1952 黒鹿毛 アメリカ                                                                                                  | 母の母Inquisition 1936 黒鹿毛 | Dastur | Friar's Daughter |                  |
| 母 Suncourt 1952 黒鹿毛 アメリカ                                                                                                  | 母の母Inquisition 1936 黒鹿毛 | Jury | Hurry On         | Hurry On         |
| 母 Suncourt 1952 黒鹿毛 アメリカ                                                                                                  | 母の母Inquisition 1936 黒鹿毛 | Jury | Trustful F-No.19 |                  |

- 半妹Surama（父Reliance）の産駒にドイチェスダービー馬で種牡馬としてドイツリーディングサイアーとなったSurumuがいる。